# Pasaje 2 de Abril

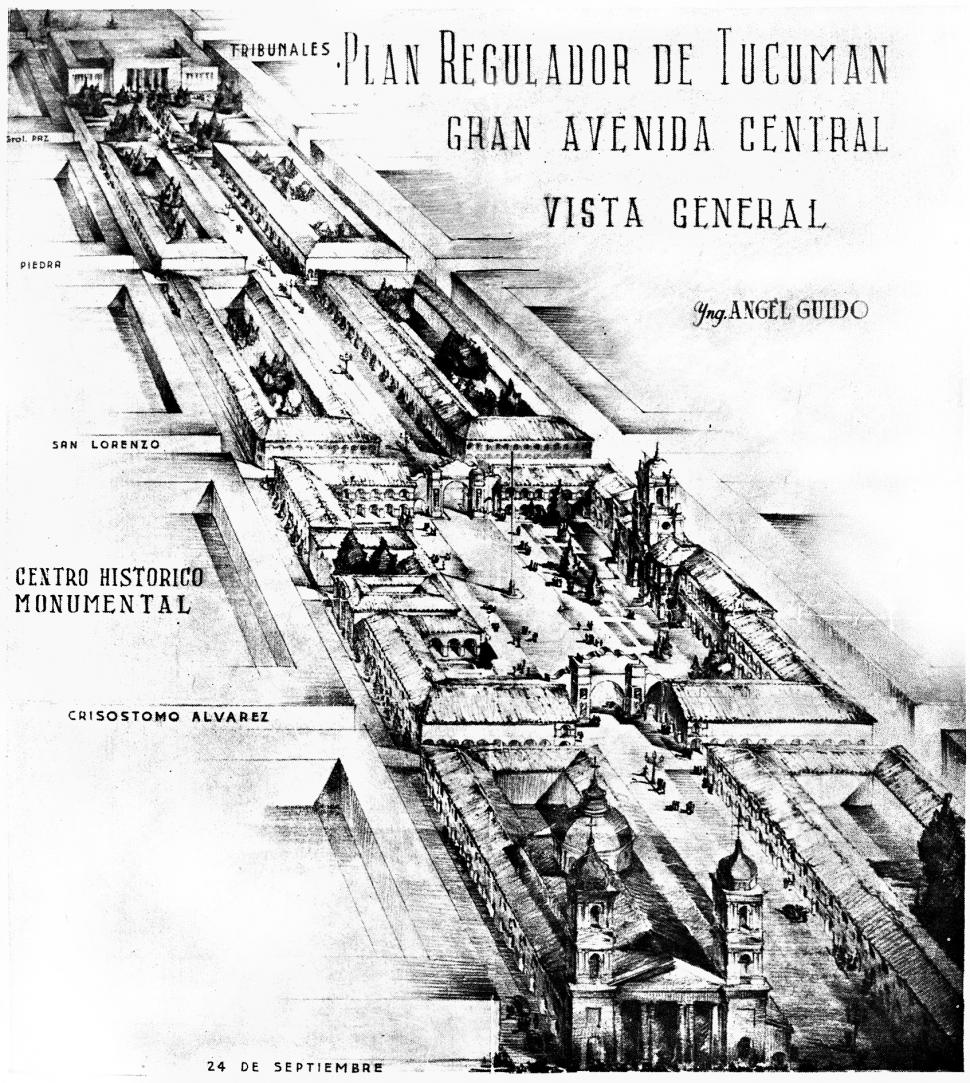
Proyecto Regulador de San Miguel de Tucumán. Angel Guido. 1938

El Pasaje 2 de Abril de 1982 es un pasaje de San Miguel de Tucumán, Tucumán, Argentina. Se extiende desde la calle Las Piedras hasta la calle General Paz, concluyendo en la Plaza Yrigoyen. En la actualidad posee un perfil residencial y comercial.

## Historia
El pasaje fue creado en 1938 como parte del primer tramo de la proyectada Avenida Central. Esta avenida comenzó a ser planeada en 1912 para la conmemoración del Centenario de la Independencia Argentina en 1916, más no se llevó a cabo. La arteria vehicular iría desde la Plaza Yrigoyen hasta Plaza Independencia, creándose una explanada cívica sobre la Casa Histórica.
Recién en 1938 se construyó el tramo entre calle Las Piedras y General Paz por parte del Plan Regulador de Tucumán del arquitecto Ángel Guido. Por falta de presupuesto no se llegó a concluir los otros tramos de la avenida, quedando como un pasaje el trayecto ya construido. En 1973 fue renombrado como Pasaje General Juan José Valle, cambiando a su actual denominación en 1982, en ocasión del desembarco de las tropas argentinas en las Islas Malvinas. En 2007 se propuso la creación del Paseo 2 de Abril sobre el pasaje, además de la construcción de estacionamiento subterráneo debajo del mismo.